# (34460) 2000 SV91
2000 SV91 (asteroide 34460) é um asteroide da cintura principal. Possui uma excentricidade de 0.13342920 e uma inclinação de 16.05502º.
Este asteroide foi descoberto no dia 23 de setembro de 2000 por LINEAR em Socorro.